# Emslandi maglev tesztpálya
Az emslandi maglev tesztpálya (német nyelven: Transrapid-Versuchsanlage Emsland, röviden: TVE) a Transrapid maglev vonatok teszthelye volt Emsland járásban, Németországban. Az egy pályából álló vonal Dörpen és Lathen között haladt, mindkét végén forduló hurkokkal. A pálya szinte teljes hosszában meg volt emelve, hogy lehetővé tegye a gazdálkodást és a legeltetést a környezetében. Teljes hossza 31,8 km volt.

## Története
A létesítmény építése 1980-ban kezdődött és 1984-ben fejeződött be.
2011 végén lejárt a működési engedélye, és a tesztpályát lezárták.
2012 elején jóváhagyták az összes emslandi tesztpálya épületének lebontását és átalakítását, beleértve a vágányokat és a gyárat is.

## Költségek
1970 és 2008 között mintegy 800 millió euró összegű szövetségi forrás áramlott a létesítménybe. Ennek több mint a felét az üzem építésére fordították, a többit üzemeltetésre és karbantartásra. A 2009. évi szövetségi költségvetésből 6 millió euró összeget különítettek el az üzem működtetésére.

## Baleset
A 2006-os Lathen maglev vonat balesetéig a vonatok gyakran fizető utasokat szállítottak, valószínűleg azért, hogy „megmutassák” a maglevet a szélesebb közönségnek is. Rendszeresen 420 km/h sebességgel futottak. Az összes menetet, beleértve az utasokkal történő teszteket is, teljeskörűen ellenőrizték, az utolsó kocsi a háromkocsis vonatban számítógépekkel és mérnökökkel volt tele.
2006-ban 23 ember vesztette életét a pályán a maglev vonat balesetében, amely egy Transrapid személyvonatot és egy karbantartó járművet érintett. A balesetről kiderült, hogy emberi mulasztás történt a biztonságos működtetés és a protokollok ellenőrzésében. A balesetet követően Bärbel Wempe, a sürgősségi szolgálat 56 éves dolgozója, aki az elsők között volt a helyszínen, megjegyezte, hogy „a Transrapid a pusztulás szimbólumává vált, és már nem az optimista jövő egyik eleme”.

## Képek

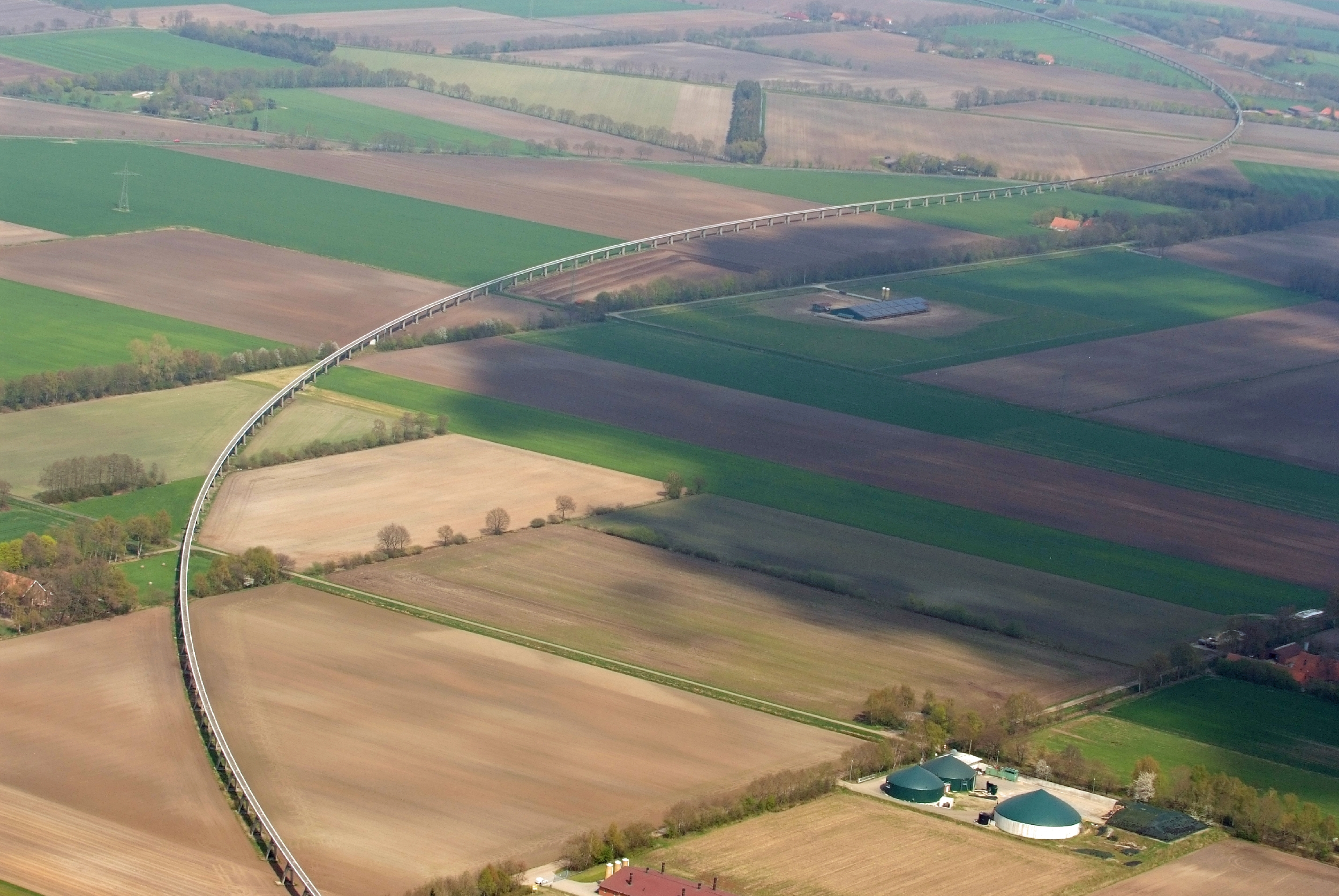
Az emslandi tesztpálya a magasból
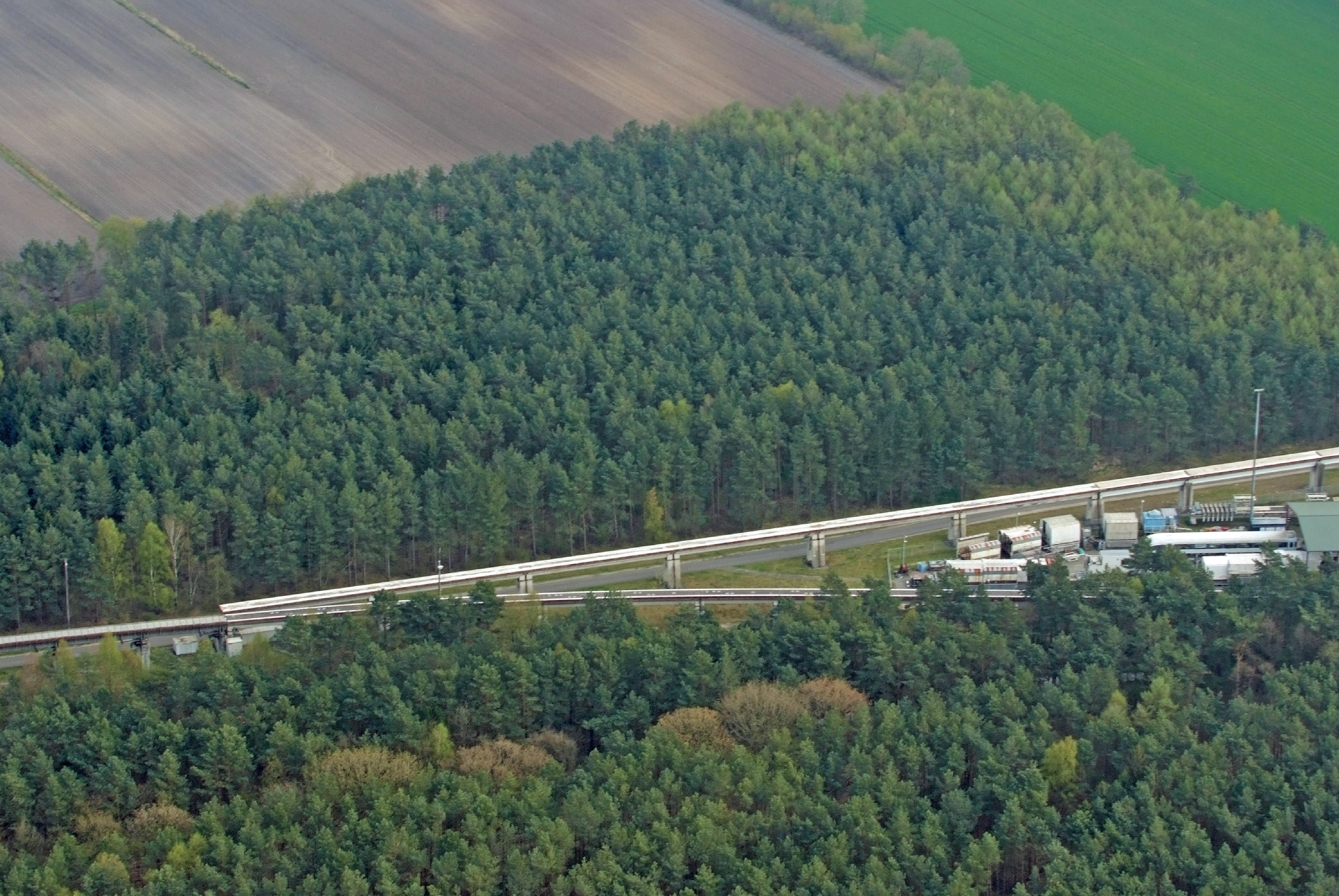
Az egyik kitérő a magasból
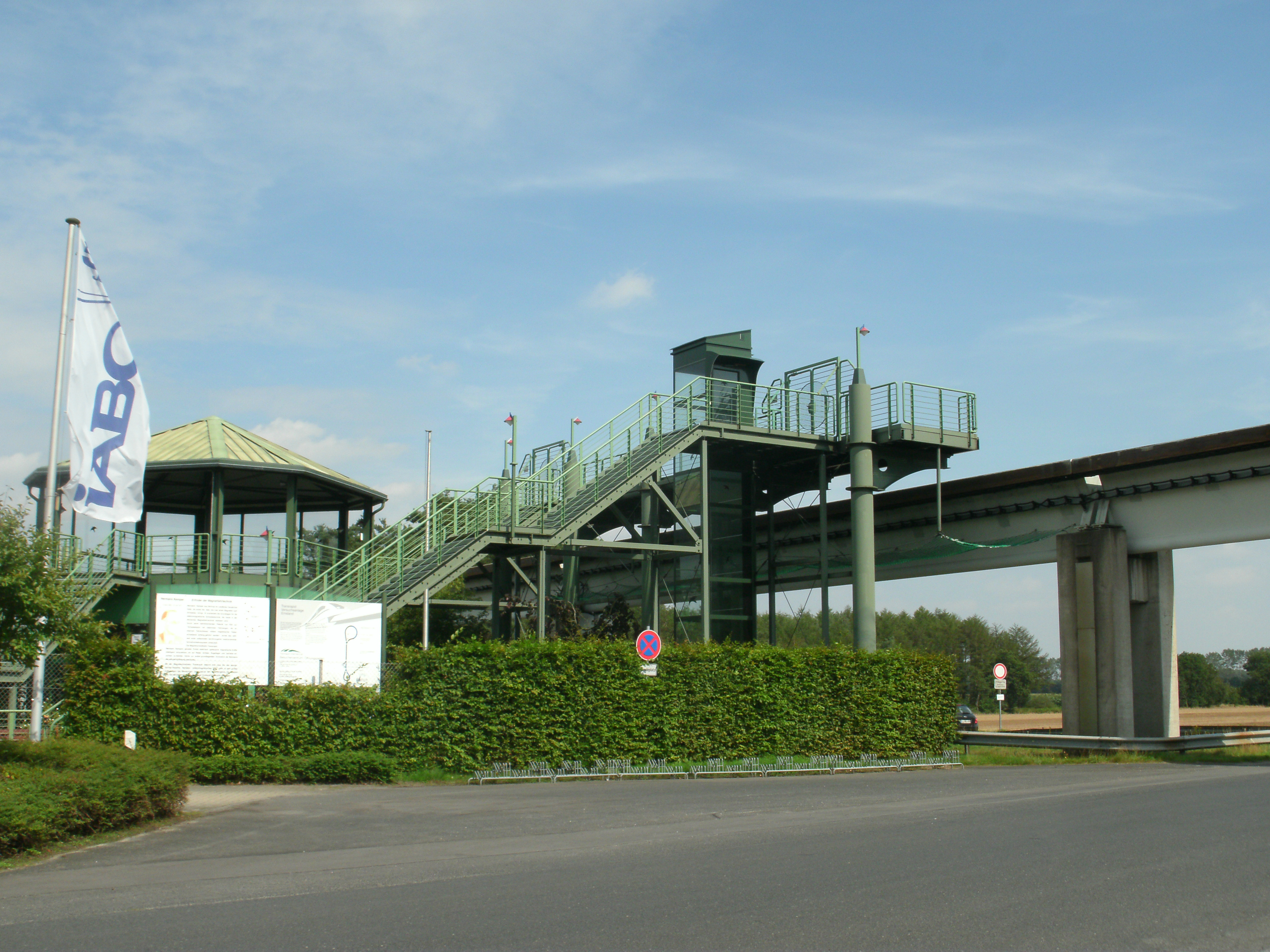
Az utasperonok
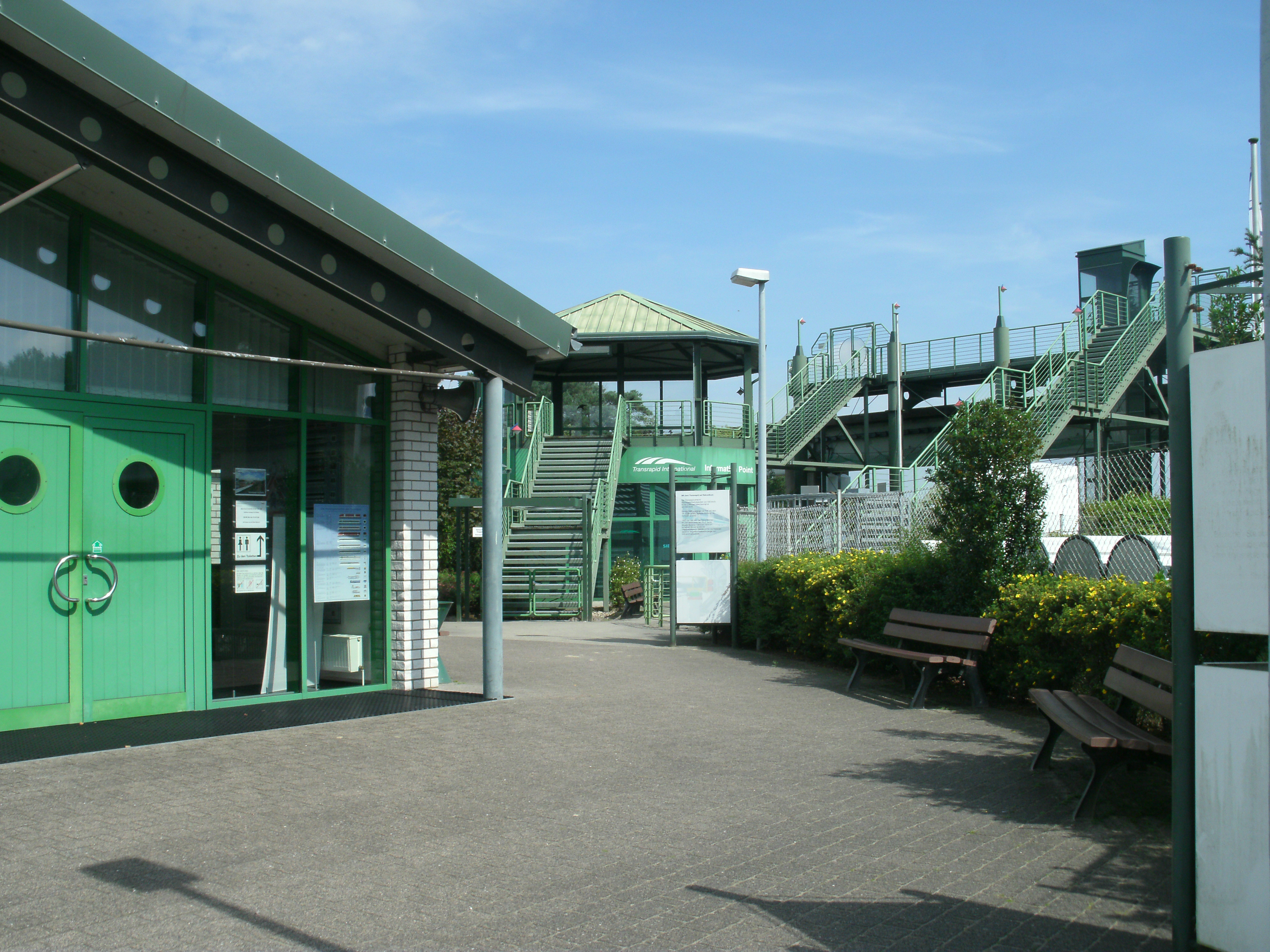
A látogatóközpont
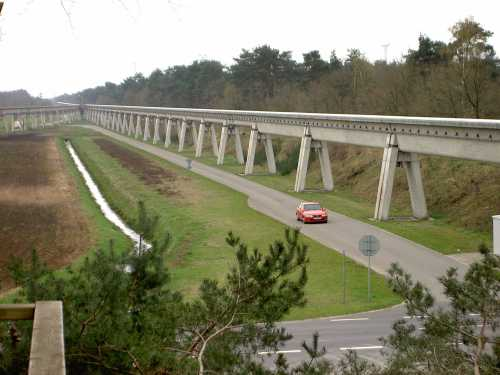
A pálya
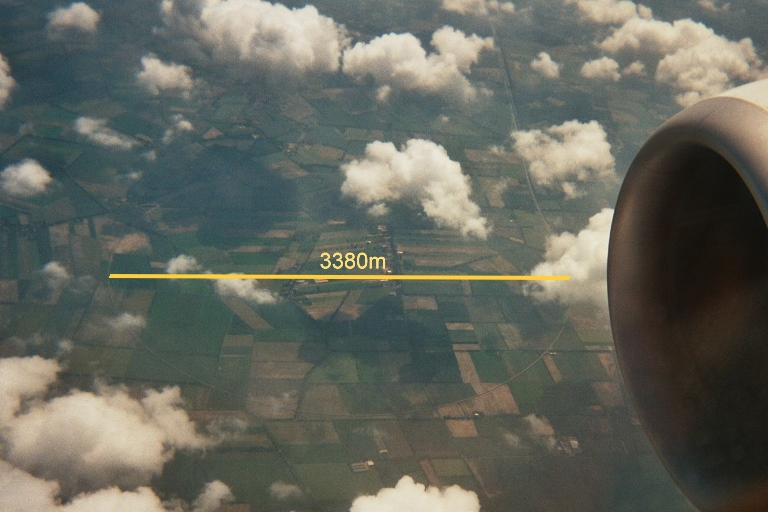
A pálya repülőgépből fotózva
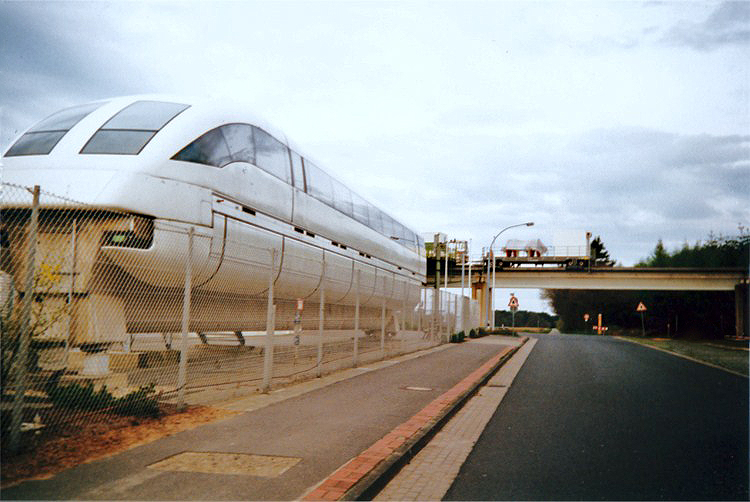